# Chhatrapati
Ne doit pas être confondu avec le film Chatrapathi (en).
Chhatrapati (छत्रपती) est un titre honorifique ou impérial donné à un dirigeant indien. Il se réfère notamment à Chhatrapati Shivaji, le fondateur de l'Empire Marathe. Les successeurs royaux de Shivaji ont aussi gardé le titre de Chhatrapati, comme les Maharajas marathes des villes de Kolhapur et de Satara.
Pour l'empire marathe, l'importance de ce titre s'est déclinée au fur et à mesure des années, en premier lieu avec les Peshwas (les premiers ministres) puis avec les karbharis (les châtelains des Peshwas) qui les succédèrent au pouvoir exécutif.

## La Maison royale de Chhatrapati Shivaji
1. Chhatrapati Shivaji (1630-1680)
2. Chhatrapati Sambhaji (1680-1689)
3. Chhatrapati Rajaram (1689-1700)
4. Tarabai, régente de son fils Chhatrapati Shivaji II (1700-1708)
5. Chhatrapati Shahu (1708-1748)[2]

## Les Chhatrapatis de Satara
1. Chhatrapati Shahu (1708-1748)
2. Chhatrapati Ramraja (1749-1777)
3. Chhatrapti Shahu II (1777-1808)
4. Chhatrapati Pratapsingh (1808-1839)
5. Chhatrpati Shahaji (1839-1848)[2]

## Les Chhatrapatis de Kolhapur
1. Tarabai, régente de son fils Chhatrapati Shivaji II (1708-1714)
2. Chhatrapati Sambhaji II (1712-1760)
3. Chhatrapati Shivaji III (1760-1812)
4. Chhatrapati Shambhu (1812-1821)
5. Chhatrapati Shahaji (1821-1838)
6. Chhatrapati Shivaji IV (1838-1866)
7. Chhatrapati Rajaram II (1866-1870)
8. Chhatrapati Shivaji V (1870-1883)
9. Chhatrapati Shahu IV (1883- May 6, 1922)
10. Chhatrapati Rajaram III (May 21, 1922- November 26, 1940)
11. Chhatrapati Shivaji VI (1942-September 28, 1946)[2]

### Sources
- D.B. Kasar, Rigveda to Rajgarh - Making of Shivaji the Great. Manudevi